# Muruzábal
Muruzábal è un comune spagnolo di 264 abitanti situato nella comunità autonoma della Navarra.

## Monumenti e luoghi d'interesse
- Chiesa di Santa Maria di Eunate